# Panposh
Panposh es una  ciudad censal situada en el distrito de Sundargarh en el estado de Odisha (India). Su población es de 9923 habitantes (2011). Se encuentra a 274 km de Bhubaneswar y a 9 km de Raurkela. 

## Demografía
Según el censo de 2011 la población de Panposh era de 9923 habitantes, de los cuales 5032 eran hombres y 4891 eran mujeres. Panposh tiene una tasa media de alfabetización del 78,95%, superior a la media estatal del 72,87: la alfabetización masculina es del 86,03%, y la alfabetización femenina del 71,64%.